# Gammabracon scrobi
Gammabracon scrobi är en stekelart som beskrevs av Donald L.J. Quicke 1984. Gammabracon scrobi ingår i släktet Gammabracon och familjen bracksteklar. Inga underarter finns listade i Catalogue of Life.